# سيرجيو غونزاليس غارسيا
سيرجيو غونزاليس غارسيا (بالإسبانية: Sergio González García)‏ هو سياسي مكسيكي، ولد في 7 أكتوبر 1955 في ولاية ناياريت في المكسيك. حزبياً، نشط في الحزب الثوري المؤسساتي. وقد انتخب عضو مجلس النواب المكسيك.